# Giovanni Antonio Volpi
Pour les articles homonymes, voir Volpi.
Giovanni Antonio Volpi est un éditeur et poète italien, né à Padoue le 10 novembre 1686 et mort le 25 octobre 1768.
Il professa la philosophie, puis l’éloquence latine à l'université de Padoue, forma dans cette même ville en 1717, avec son frère l’abbé Gaetano Volpi, un grand établissement d’imprimerie et de librairie, d’où sortirent beaucoup d’éditions estimées, accompagnées de préfaces et de commentaires. On remarque celles de Catulle, Tibulle, Properce, Lucrèce, Dante, Pétrarque, Politien.

## Biographie
Né le 10 novembre 1686 à Padoue, où son père exercait l’état de pharmacien, il y fit des études brillantes chez les Jésuites. Il s’était déjà fait connaître par divers essais académiques, lorsqu’il entreprit en 1717, de concert avec son frère Gaetano, un grand établissement d’imprimerie et de librairie, auquel ils assurèrent une longue prospérité par la réunion de leurs travaux comme éditeurs. La maison qu’ils fondèrent est devenue célèbre sous le nom de Libreria Cominiana ou Volpi-Cominiana, du nom de l’habile imprimeur avec lequel les frères Volpi s’associèrent . Giovanni Antonio s’occupa principalement des éditions d’ouvrages de littérature ancienne et moderne, tandis que son frère dirigeait celle des livres de morale et de piété. Il revit avec soin les textes de beaucoup de classiques, et les accompagna de notes, de préfaces, etc. La plupart de ces éditions furent accueillies avec faveur dans le monde savant. On remarqua plusieurs de ses notices biographiques, jointes aux œuvres de Sannazaro, de Navagero, d’Orsato, etc. Il se fit honneur par un discours académique en italien, qu’il composa en 1723, sur cette question proposée par Vallisneri au sein de l’Académie des Ricovrati : Si l’on doit admettre les femmes à la culture des lettres et des arts. Ayant composé un certain nombre de petits poèmes latins, pour diverses occasions, il en donna le recueil : J. Ant. Vulpii carminum libri tres, Padoue, 1725, in-4°. Le reste du titre annonce divers suppléments qu’il joignit à ces poésies : ce sont d’abord des opuscules en prose de sa composition et des essais poétiques de plusieurs de ses amis, Giovanni Checcozzi de Vicence, Francesco Zanotti de Bologne, Matteo Bordegato de Padoue, et Domenico Lazzarini de Macerata. Enfin la dernière partie de cette publication comprend des poésies latines composées, dans le seizième siècle, par deux frères Volpi, qui avaient appartenu à la famille de l’éditeur. L’un nommé Giovanni Antonio, de même que son descendant, avait été évêque de Como, ami de Charles Borromée, et l’un des pères du Concile de Trente. L’autre se nommait Girolamo, et avait laissé des épigrammes latines assez élégantes.
L’Université de Padoue donna en 1727 à Giovanni Antonio Volpi la chaire de philosophie. Il publia plusieurs de ses discours d’ouverture annuels, en faveur de la philosophie d’Aristote ; ensuite il traduisit du grec le Dialogue de Zacharie le Scholastique, philosophe chrétien et évêque de Mytilène, contre les péripatéticiens de son temps, qui attribuaient l’éternité au monde, 1735, in-4°. Ce dialogue est suivi de mélanges latins en prose et en vers. Il succéda, en 1735, au célèbre Lazzarini, dans la chaire d’éloquence latine, et donna, deux ans après, une édition de Catulle d’un texte très-soigné, et enrichie d’excellents commentaires sur la versification, la mythologie et les antiquités. Ce travail fut reçu avec beaucoup d’éloges ; et la ville de Vérone, patrie de Catulle, fit frapper à cette occasion une médaille d’or offrant d’un côté les armoiries municipales, de l’autre le buste du savant éditeur. Dès 1710 il publié Catulle, Tibulle et Properce, réunis avec de courtes annotations. En 1749, parut séparément son Tibulle, et en 1754 son Properce, éditions non moins estimées que celle de Catulle. Les principaux auteurs auxquels il consacra de pareils soins, outre ceux que nous avons nommés, sont le Dante, Pétrarque, Politien, Alamanni, Rucellai, Lucrèce, etc. Il traita, dans diverses dissertations, des de critique littéraire, telles que celle de la nature et des caractères du génie poétique, de la tragédie, de la satire, etc. ; de plus, une question d’archéologie dans un petit traité un Diptyque d’ivoire (espèce de tablettes antiques), dont les savants étaient occupés à la même époque : Divinatio in diptychum eburneum vaticanum, etc. ad rem uxoriam ut videtur pertinens, 1750, in-8°. Un petit poème à la louange de la Retraite, qu’il publia l’année suivante, lui occasionna quelques démêlés à cause de plusieurs passages satiriques dans lesquels un professeur de mathématiques de l’Université de Padoue crut avoir été désigné. Ce poème en stances est intitulé : Polinnia ovvero i frutti della solitudine, Padoue, 1751. L’auteur crut devoir à sa tranquillité de retirer de la circulation le plus grand nombre d’exemplaires qu’il lui fut possible, et de les brûler. Cette circonstance a réduit, à environ seize exemplaires, l’édition originale et en a fait pour les bibliophiles un objet de recherches, d’autant plus curieux, que des contrefaçons en furent répandues en 1798 et 99, outre la réimpression donnée en 1763 par l’héritier des Volpi. Giovanni Antonio avait formé dans sa maison une réunion académique, où il s’appliquait à encourager les dispositions de ses jeunes disciples. Angelo Fabroni et Giuseppe Torelli s’honorèrent d’avoir fait partie de ces réunions, et Giambattista Spolverini vint y soumettre au jugement de Volpi les principaux passages de son beau poème sur la culture du riz. L’altération de sa santé lui fit obtenir du Sénat de Venise le titre d émérite, qui lui fut accordé dans les termes les plus honorables.

Il devint aveugle dans ses dernières années ; et, parvenu à l’âge quatre-vingts ans, il mourut d’apoplexie le 25 octobre 1986. L’urbanité de ses mœurs répondait à ce goût passionné pour les lettres, qui avait rempli sa laborieuse carrière, et qu’il caractérisa lui-même dans cette épigramme :

« Ussit me puerum doctarum forma sororum : 
 Idem ego, fata jubent, uror amore senex.
 Sic poterunt juvenes ad nostrum dicere bustum :
Quam tibi vita, fuit tam tibi longus amor. »

il avait été membre de plusieurs académies, entre autres de celles de la Crusca et de l’Arcadie. Fabroni lui a consacré un article dans ses recueils biographiques.

Scholae duae, 1728
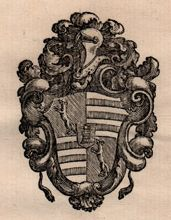
Marque typographique de Volpi